# St. Étienne M1907
La St. Étienne M1907 (del francés: Mitrailleuse M1907 T) era una ametralladora de calibre 8 mm accionada por los gases del disparo y enfriada por aire, que fue ampliamente empleada en los primeros años de la Primera Guerra Mundial. No era un derivado de la ametralladora Hotchkiss, como erróneamente se repite con frecuencia. En cambio era un diseño accionado por gas con empuje frontal, prestado del fusil semiautomático Bang de 1903. El sistema Bang fue empleado en 1905 en la ametralladora Puteaux APX, que rápidamente demostró ser poco eficiente. Dos años más tarde, la ametralladora St. Étienne M1907 surgió como un rediseño mejorado de la Puetaux APX M1905. Sin embargo, la St. Étienne aún conservaba el pistón de empuje frontal, el sistema de cremallera y un complejo cerrojo. Se fabricaron más de 39.000 ametralladoras St. Étienne M1907 entre 1908 y finales de 1917. Fueron ampliamente empleadas por la infantería francesa durante las primeras etapas de la Primera Guerra Mundial hasta que fue reemplazada por la más sencilla y fiable ametralladora Hotchkiss M1914.

## Historia

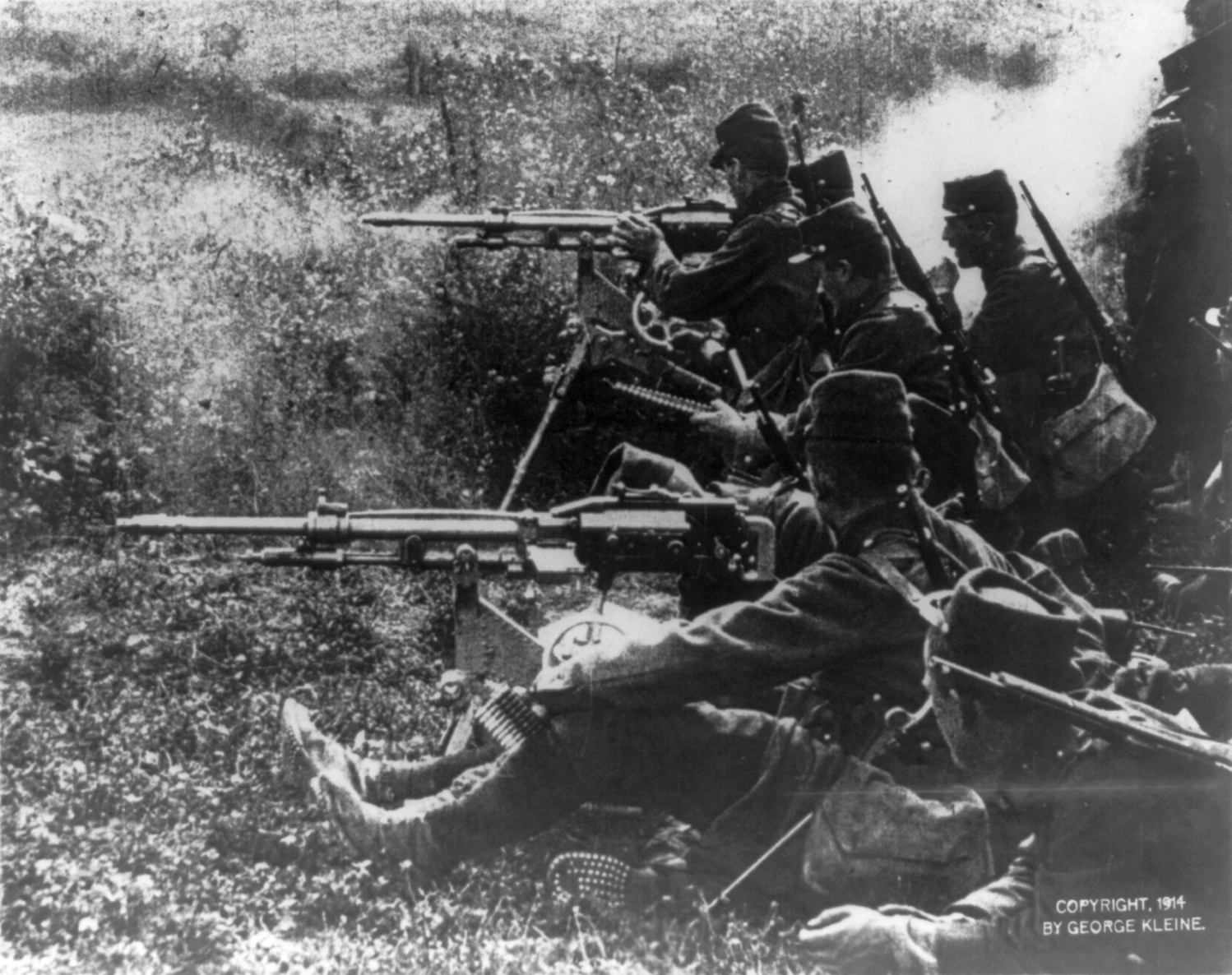
La St. Étienne M1907 fue ampliamente empleada por las tropas francesas durante las primeras etapas de la Primera Guerra Mundial.

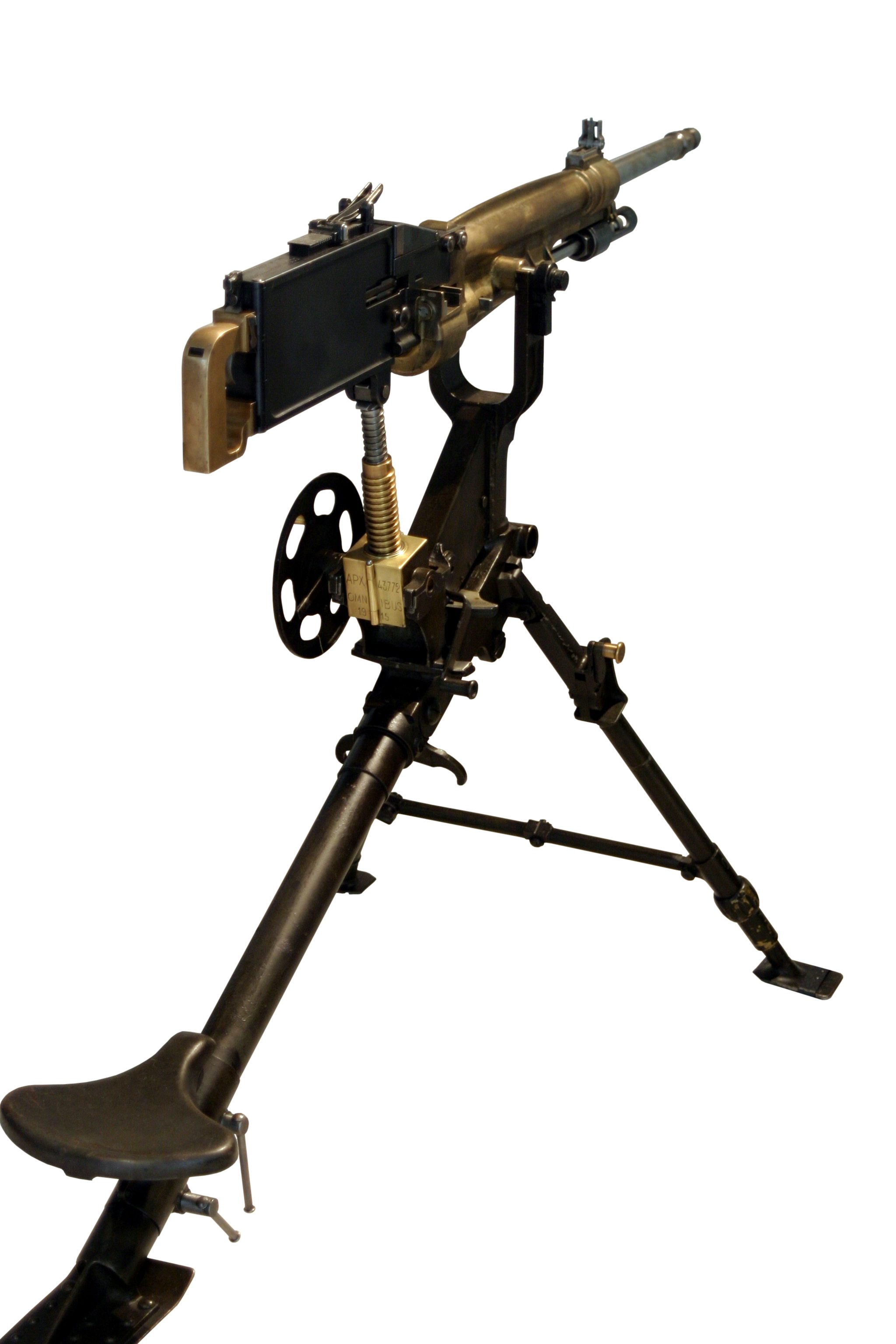
Una St. Étienne M1907 montada sobre su trípode.

Hacia finales del siglo XIX, el Ejército francés evaluaba las ametralladoras fabricadas por la empresa Hotchkiss et Cie. Aunque los resultados de las pruebas eran técnicamente convincentes, seguidos por la compra de ametralladoras Hotchkiss para las tropas alpinas y coloniales, se decidió por razones políticas que una ametralladora para la infantería francesa debía ser producida por una empresa estatal. Un primer intento del arsenal estatal Atelier de Puteaux (APX) fue la ametralladora Puteaux M1905, inspirada del primer sistema de empuje frontal del Fusil Bang de 1903. Fue un intento deliberado de desarrollar una ametralladora de infantería que sea lo más posible mecánicamente diferente de la ametralladora Hotchkiss M1900. Sin embargo, la Puteaux M1905 demostró rápidamente ser poco fiable. Por lo tanto, el arsenal de Saint Étienne (Manufacture d'armes de Saint-Étienne; MAS) refinó y modificó la ametralladora Puteaux, obteniendo algunas mejoras pero además aumentando su complejidad (64 piezas en la St. Étienne M1907 frente a solo 32 piezas en la Hotchkiss M1914). El cambio de cañones en la St. Étienne M1907 era mucho más fácil que en la Puteaux M1905 y su cadencia podía variarse entre 8 y 650 disparos/minuto. Podía ser alimentada tanto por peines como por cintas de lona, las segundas introducidas en 1916, llenos de cartuchos 8 mm Lebel.
George Chinn escribió sobre la St. Étienne M1907 que: "Aunque era accionada por los gases del disparo mediante un pistón, los franceses revirtieron el principio convencional. En lugar que el pistón retroceda y provea la energía para accionar el arma, el gas empuja al pistón hacia adelante para soltar el cerrojo. El pistón está unido a una cremallera a través de varilla accionada por resorte. Esta a su vez acciona un engranaje que está conectado a una palaca. Cuando la palanca está en posición horizontal y se encaja en un entalle del cerrojo, el arma está acerrojada. Al disparar, el gas empuja el pistón hacia adelante, comprimiendo el resorte y haciendo que el engranaje gire en sentido horario. La palanca gira una media vuelta con el engranaje, empujando el cerrojo y manteniéndolo abierto. Entonces el resorte empuja el pistón hacia adelante, lo cual revierte la acción y cierra el cerrojo".
Sin embargo, en el lodoso ambiente de la guerra de trincheras, la mecánicamente compleja St Étienne M1907 padeció de frecuentes bloqueos y era difícil de mantener por los soldados de primera línea. Una cita de una evaluación militar francesa de posguerra lo dice todo: "admirable arma, mecanismo de relojería patentado pero temperamental y solo para expertos en ametralladoras" (Revue d"Infanterie No487, p.486, abril de 1933). La St. Étienne M1907 tuvo que ser retirada de primera línea, a partir de julio de 1917, siendo progresivamente reemplazada por la más sencilla y fiable ametralladora Hotchkiss M1914. Grandes cantidades de ametralladoras St Étienne M1907 fueron transferidas a unidades de retaguardia, las colonias francesas y también al Ejército italiano. Además varias llegaron al Ejército griego durante la década de 1920. Se habían fabricado 39.000 ametralladoras St Étienne M1907 cuando se decidió cerrar su última línea de ensamblaje en noviembre de 1917.
En julio de 1916, Rumanía ordenó 500 ametralladoras St. Étienne M1907; se entregaron 268 hasta agosto, cuando empezó la guerra en el Frente rumano.

## Usuarios
- Francia
- Grecia
- Italia
- República Española
- Rumania[5]